# Láchar
Láchar är en ort och kommun i provinsen Granada i den autonoma regionen Andalusien i södra Spanien. Orten ligger vid floden Genil, cirka 21 kilometer väster om Granada. Kommunen har 3 826 invånare (2024), på en yta av 13,12 km².